# Fältbjörnspindel
Fältbjörnspindel (Trochosa ruricola) är en spindelart som först beskrevs av De Geer 1778.  Fältbjörnspindel ingår i släktet Trochosa och familjen vargspindlar. Arten är reproducerande i Sverige. Inga underarter finns listade i Catalogue of Life.